# Strzelanina w Virginia Beach
Strzelanina w Virginia Beach – wydarzenie, które miało miejsce 31 maja 2019 roku koło godziny 16 w budynku urzędu miejskiego w Virginia Beach w stanie Wirginia. Uzbrojony w pistolet kalibru .45 z tłumikiem sprawca zastrzelił osobę znajdującą się przed budynkiem, po czym wszedł do urzędu i zaczął strzelać do znajdujących się w środku urzędników. W wyniku strzelaniny zginęło 11 osób znajdujących się w urzędzie, kolejna zmarła w szpitalu w wyniku odniesionych ran. Po przybyciu policji na teren zdarzenia doszło do wymiany ognia między policjantami a napastnikiem, w wyniku której sprawca zginął. W trakcie strzelaniny trafiony został także jeden z policjantów, który przeżył dzięki kamizelce kuloodpornej.
Sprawcą masakry był 40-letni DeWayne Craddock, który według policji miał być pracownikiem urzędu.

## Ofiary strzelaniny
1. Laquita Brown (lat 39)
2. Ryan Cox (lat 50)
3. DeWayne Craddock (lat 40)
4. Tara Gallagher (lat 39)
5. Mary Louise Gayle (lat 65)
6. Alexander Gusev (lat 35)
7. Joshua Hardy (lat 52)
8. Michelle Langer (lat 60)
9. Richard Nettleton (lat 65)
10. Katherine Nixon (lat 42)
11. Christopher Rapp (lat 54)
12. Herbert Snelling (lat 57)
13. Robert Williams (lat 72)